# Ballymurphy-Massaker
Beim Ballymurphy-Massaker (englisch Ballymurphy Massacre), in der Presse auch West Belfast’s Bloody Sunday genannt, erschossen britische Fallschirmjäger in Belfast in der Zeit vom 9. bis 11. August 1971 zehn unbewaffnete Zivilisten, darunter einen Priester. Ein weiterer Zivilist erlitt nach Bedrohung durch britische Soldaten einen tödlichen Herzanfall. Das Massaker ereignete sich kurz nach der Einführung von Internierungen ohne Gerichtsverfahren, die den Nordirlandkonflikt verschärften.
Eine Untersuchungskommission kam in ihrem Abschlussbericht im Jahr 2021 zu dem Schluss, dass die Tötungen vollständig ungerechtfertigt waren.

## Operation Demetrius
Während des Nordirlandkonflikts setzte der nordirische Premierminister Brian Faulkner auf eine Internierungspolitik, um Nordirland zu befrieden. Mit dieser Politik sollten Personen ohne Gerichtsverfahren festgesetzt werden, von denen angenommen wurde, dass sie Mitglieder paramilitärischer Organisationen waren, die den Status Nordirlands als Teil des Vereinigten Königreichs bekämpften und ein vereinigtes Irland errichten wollten. Im Verlauf der Operation Demetrius, die im August 1971 begann, wurden 342 Personen interniert. Als die irische Regierung die Europäische Kommission für Menschenrechte wegen Folterung der Internierten anrief, wurde bekannt, dass höchste britische Stellen die Operation angeordnet hatten. Der schwelende Konflikt eskalierte trotz der Internierung weiter und führte später letztendlich zur Absetzung von Faulkner und zur Einsetzung eines Nordirlandministers der britischen Regierung in London.
Am Morgen des 9. August 1971, einem Montag, schossen Soldaten des Parachute Regiments der britischen Armee, einer Fallschirmjägereinheit, im Gebiet des Stadtteils Ballymurphy (irisch Baile Uí Mhurchú) von Belfast auf Zivilpersonen. Den Fallschirmjägern der drei Bataillone des Parachute Regiments, die in Nordirland eingesetzt wurden, werden 90 % der eindeutig gesetzeswidrigen Tötungen durch die Armee während des Nordirlandkonflikts nachgesagt.

## Die Opfer

### 9. August 1971

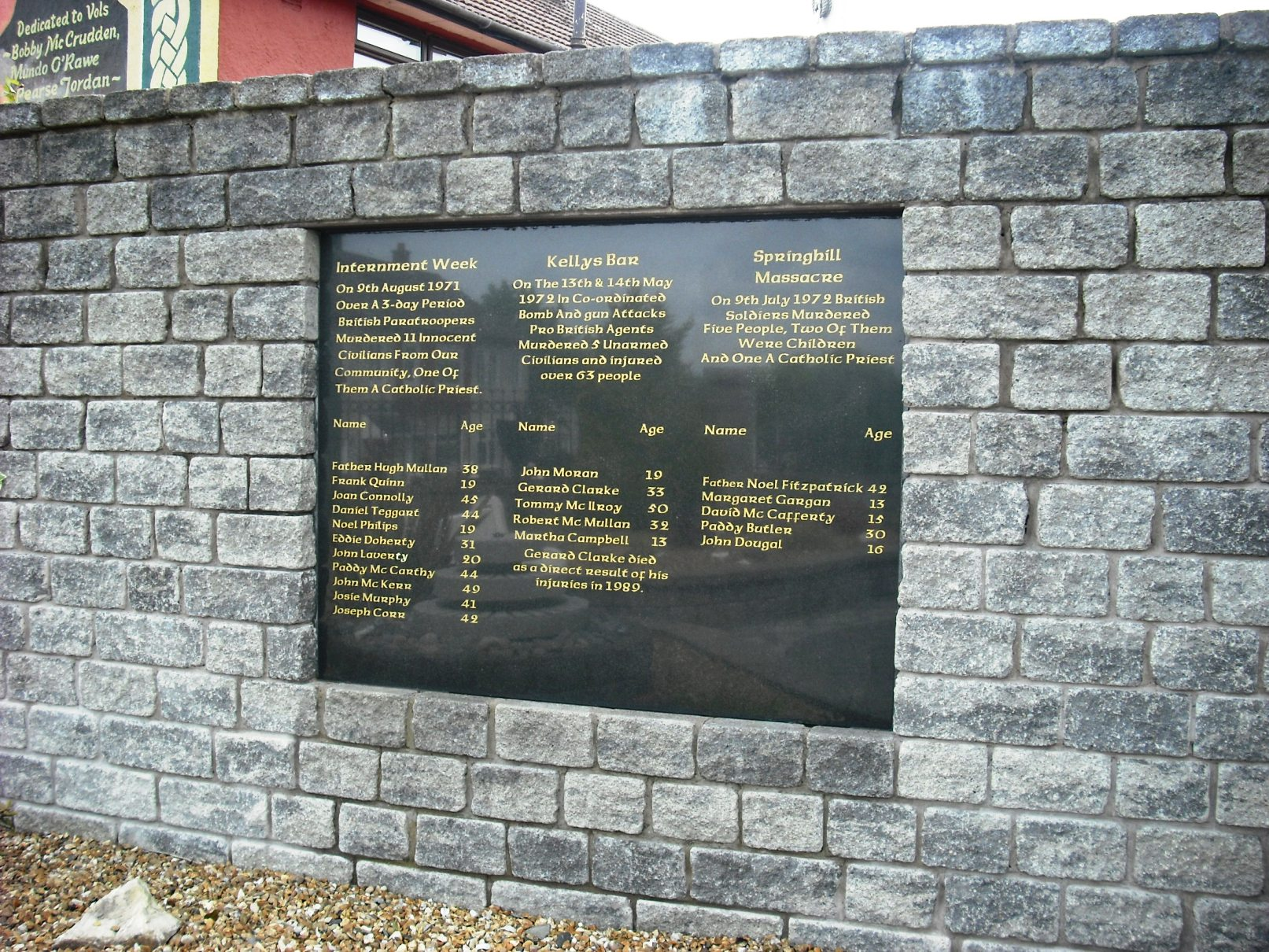
Ballymurphy-Mahnmal

Am 9. August 1971 kamen fünf Personen ums Leben und eine starb später an den Folgen dieser Auseinandersetzungen:
- Hugh Mullan (38 Jahre alt), ein katholischer Priester, hörte gegen 8 Uhr morgens Schüsse und wurde erschossen, als er einem durch Schüsse verletzten Mann in der Nähe des Springfieldparks zur Hilfe eilte.[6] Mullan hatte, bevor er zu dem Verletzten ging, mit der britischen Militärbasis in Belfast telefoniert und darauf hingewiesen, dass er Erste Hilfe leisten werde.[6][1]
- Francis Quinn (19 Jahre alt) wurde erschossen, als er dem Priester helfen wollte.[6]
- Noel Phillips (19 Jahre alt) wurde durch Schüsse verletzt und später durch einen Kopfschuss eines britischen Soldaten mit einer Handfeuerwaffe am Armeestützpunkt in Ballymurphy getötet.[7]
- Joan Connolly (50 Jahre alt), eine Mutter von acht Kindern, die Noel Phillips helfen wollte, wurde durch einen Schuss ins Gesicht getötet.[7]
- Daniel Teggart (44 Jahre alt), der Vater eines 14-jährigen Jugendlichen, der sich auf dem Weg zu seiner Schwester befand, wurde durch 14 Schüsse in der Nähe des britischen Armeestützpunkts getötet.[7] Sein Sohn John merkte im Jahre 2010 in einem Zeitungsbericht an, dass sein Vater zahlreiche Schüsse in den Rücken erhalten hatte.[1]
- Joseph Murphy (41 Jahre alt) wurde ebenso am Armeestützpunkt angeschossen und starb drei Wochen später an den Folgen.[7]

### 10. August 1971
Am 10. August 1971 kam eine Person ums Leben:
- Edward Doherty (28 Jahre alt), ein Vater von zwei Kindern, wurde in der Nähe einer Barrikade an der Whiterock Road erschossen.[8]

### 11. August 1971
Am 11. August 1971 kamen zwei Personen ums Leben; zwei weitere starben an den Spätfolgen der Auseinandersetzungen vom 11. August:
- John Laverty (20 Jahre alt) und Joseph Corr (43 Jahre alt), ein Vater von sechs Kindern, wurden in der Whiterock Road erschossen. Das Parachute Regiment gab an, dass beide auf die Fallschirmjäger schossen und in dieser Auseinandersetzung ums Leben kamen. Joseph Corr starb 16 Tage später an den Folgen seiner Verletzungen.[8]
- John McKerr (49 Jahre alt) wurde vor einer katholischen Kirche angeschossen und starb am 20. August 1971 an den Folgen.[8]

Kein britischer Fallschirmjäger wurde verletzt. Keiner wurde vor dem Militärgerichtshof angeklagt, die Identitäten der Soldaten werden von der britischen Regierung geheim gehalten.
Außerdem starb Paddy McCarthy (44 Jahre alt) an den Folgen eines Herzanfalls. Nach Angaben seiner Familie erlitt er ihn, nachdem er auf dem Weg zum Einkaufen von Soldaten angehalten worden war. Dabei wurde ihm eine ungeladene Pistole vor den Mund gehalten und abgedrückt.

## Ballymurphy-Massaker-Kampagne
Im Jahr 1998, 27 Jahre nach den Vorgängen, bei denen ihre Familienmitglieder erschossen wurden, fand eine Konferenz unter Beteiligung von vier betroffenen Familien statt. Sie trafen sich später auch mit den Familien aus Derry, deren unbewaffnete Familienmitglieder nach einer der umfangreichsten Untersuchungen in Großbritannien nachweislich als Unbewaffnete und Unschuldige während des nordirischen Blutigen Sonntags („Bloody Sunday“) vom 30. Januar 1972 ebenfalls durch Fallschirmjäger der Parachute Regiments erschossen worden waren. Am 15. Juni 2010 bat der britische Premierminister David Cameron im Namen der Regierung um Verzeihung für die Taten der britischen Soldaten am Bloody Sunday in Derry, nachdem die Unschuld der Getöteten erwiesen war.
Da die Familien der Toten in Ballymurphy von der britischen Regierung keine Antworten auf ihre Fragen erhielten, forderten sie eine unabhängige internationale Untersuchung oder eine Entschuldigung bzw. Unschuldserklärung seitens der britischen Regierung.
John Teggert, der Sohn des in Ballyworth getöteten Daniel Teggert, zog Parallelen zum Bloody Sunday in Derry, denn auch dort wurde zu Beginn der Schießereien ein Pfarrer erschossen, der einem Verletzten half, obwohl er mit einem weißen Tuch winkte. Der Vorgang wurde durch einen Kameramann des Fernsehens dokumentiert und weltweit ausgestrahlt. Auch dort wurden am Boden liegende Verletzte erschossen. Daher, so Teggert, liege der Verdacht nahe, dass der Bloody Sunday sechs Monate später von derselben Einheit oder denselben Fallschirmjägern begangen wurde. Teggert forderte eine internationale Untersuchung.
Die Familien wurden in ihrer Kampagne von Gerry Adams, gewählter Abgeordneter des Unterhauses für West Belfast von der Sinn Féin, und vom Bischof von Down und Connor Noel Treanor unterstützt. Auch das National Conference of Trades Union Council forderte im Mai 2010 auf seiner Versammlung Gerechtigkeit für die Familien von Ballymurphy.

## Juristische Aufarbeitung ab 2018
Ab November 2018 begann eine erneute juristische Untersuchung der Vorgänge. Die Ereignisse wurden in ihrer Gesamtheit behandelt und nicht als Einzelfälle, wie in früheren Untersuchungen, die zu nicht eindeutigen Urteilen gekommen waren. In nahezu 100 Verhandlungstagen wurden mehr als 150 Zeugen gehört, darunter 60 ehemalige Soldaten, mehr als 30 Zivilisten sowie Experten für Ballistik, Forensik und verschiedene technische Aspekte. Die Untersuchungskommission legte am 11. Mai 2021 ihren Abschlussbericht der Öffentlichkeit vor. Im Bericht hieß es, dass die zehn Getöteten „vollständig unschuldig“, im Sinne der Vorwürfe, die ihnen zur Last gelegt wurden, gewesen seien. Neun von ihnen seien durch die Armeeeinheit getötet worden. Nur bei John McKerr sei nicht sicher, wer ihn erschossen habe. Es gäbe auch keine Evidenzen, dass Francis Quinn eine Waffe bei sich getragen habe, oder sich in der Nähe von jemandem befunden habe, der eine Waffe trug. Auch seien die Berichte ziemlich überzeugend, dass Priester Hugh Mullan einen weißen Gegenstand bei sich getragen habe.